# 麻察
麻察，蒙古帝国人物，乃蛮人，囊加歹的父亲。
麻察的祖父不蘭伯，在乃蛮國官居群臣之上。其父合折兒，管帳前軍，兼統國政，官至太師。铁木真平定乃蛮后，麻察归附蒙古。窝阔台命麻察與察剌一起总管蒙古、汉军，又随从忽必烈攻打南宋，于失门秃大破阿里不哥。跟随哈必赤、阔阔歹讨平李璮的叛乱。都有战功，賞賚甚厚，賜金符。後因子貴，贈太傅，追封梁國公，諡桓武。

## 家系
- 祖父：不蘭伯
  - 父：太師合折兒
    - 麻察
      - 子：蒙古軍都万户嚢加歹
        - 孙：蒙古軍副都万户教化
          - 曾孙：大都督脱堅

        - 孙：河南江北行省平章執礼和台